# 傑弗里·泰勒
傑弗里·泰勒爵士，OM（英語：Sir Geoffrey Taylor，1886年3月7日—1975年6月27日），為英國物理學家、數學家。他研究的領域包含流體動力學與波理論。

## 傳記
泰勒出生於英國的倫敦。他的父親是一位藝術家。他的母親，瑪格麗特·布爾的娘家是一個數學家家庭（他的阿姨是艾麗西亞·布爾·斯托特，祖父是喬治·布爾，布爾代數的鼻祖）。泰勒爵士跟隨著他祖父的腳步，在劍橋大學三一學院專修數學。他還是個小孩子的時候就對於科學非常的著迷，在出席英國皇家科學學會的耶誕講座後，自行完成有關油漆輥和粘性膠帶的實驗。
泰勒的第一篇論文涉及量子力學方面的研究。他將光源減弱到一個程度，在任何時間，最多只有一個光子通過雙狹縫，在這狀況下，他成功的證實楊氏雙縫實驗仍然能夠產生顯明的干涉圖樣。緊接著，他又發表了一篇關於震波的論文。這傑作為他贏得了史密斯獎。他在關於湍流的學術領域也頗有建樹，發表的論文《Turbulent motion in fluids》，為他贏得了 1915 年的亞當斯獎 (Adams Prize) 。
在1913 年，泰勒被聘為國際冰山巡邏隊 (International Ice Patrol) 巡邏船 (Scotia)的氣象學家。他在船上所做的許多觀察，為日後的研究”空氣湍流混合的理論模式“奠定了寶貴的基礎。第一次世界大戰爆發後，因為泰勒精通於飛機設計，他被派到位於漢普夏郡的皇家飛機工廠 (Royal Aircraft Factory) 。在那裡，他主要的工作是構思更先進且能夠承受更多應力的螺旋槳軸。在那裡，他不只是做科學研究，還學會了如何開飛機與跳降落傘。
第一次世界大戰結束後，泰勒回到三一學院，繼續做自己的研究工作。在那裡，他應用湍流理論於海洋學并研究物體通過旋轉液體的問題。1923 年，他被任命為皇家學會的雅羅研究教授 (Yarrow Research Professor) ，也因為被任為教授，再也不必花時間教書。他已經教了四年的書，但他並不喜歡教書，也沒有教書的天份。正是在這個時期，他在流體力學和固體力學做了很廣泛的研究，包括在漢普郡戰爭之後对晶體材料變型的研究。此外， 他也对湍流工作做出重大的貢獻，即通过对波动速度的统计研究引入了一种新方法。
1925 年，泰勒與  女士结为連理。夫妻兩人相依相伴渡過了42個美滿的歲月。可惜的是他們並沒能生兒育女，享受天倫之樂。  於1967年去世。
1934年，泰勒与邁克爾·波蘭尼和伊跟‧奧羅萬兩人大致同时认识到，延性材料的塑性变形可以用維多·沃爾泰拉在1905年發表的位错理论来解释。这种洞察力对于发展现代固体科学至关重要。
在第二次世界大战期间，泰勒将他的专业知识用于解决军事问题，如爆炸波的传播、空中波和水下爆炸。并于1944年至1945年作为英国曼哈顿计划代表团的成员被派往美国。在洛斯阿拉莫斯，泰勒帮助解决了原子武器开发中的内爆不稳定问题，特别是1945年8月9日在长崎使用的钚弹。
1944 年，他獲勳為下級勳位爵士。同年，皇家學會又頒予他科普利獎章。
泰勒在战后于航空研究委员会任职并致力于超音速飞机的研制。他虽然在1952年正式退休，但仍继续研究未来二十年可能使用简单设备攻击的问题。这促进了诸如测量第二粘度系数的方法的发展。泰勒设计了一种不可压缩的液体，其中有悬浮分离的气泡。该液体膨胀过程中气体的消散是液体的剪切粘度导致的。因此，这可以方便地计算体积粘度。他后期的研究包括管内流动的纵向分散，多孔表面的运动以及液体片的动态。
1972 年，泰勒爵士不幸中風。從此他再也不能做研究工作，并于1975 年逝世於劍橋。

## 参閱
- 瑞利-泰勒不穩定性

## 外部連結
- MacTutor 物理名人網頁：O'Connor, J. J.; Robertson, E. F., ,   [2009-08-13], （原始内容存档于2019-11-03）。
- 泰勒爵士示範流體動力學的 Real 串流媒體。
- Classical Physics Through the Work of GI Taylor （页面存档备份，存于）. 麻省理工學院，以泰勒爵士的研究成果，作為教科材料的一堂課程。
- 《今日物理》雜誌關於上述課程的報告。 （页面存档备份，存于）